# الدببة الأصدقاء المتحدون

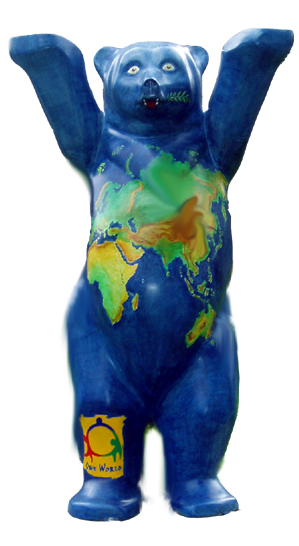

إن «الدببة الأصدقاء المتحدون» (بالإنجليزية: United Buddy Bears)‏ يشكلون معرضاً فنياً دولياً فريداً. وتحت هذا الشعار يمثل حوالي 150 من الدببة الأصدقاء المتحدون العديد من الدول الأعضاء في الأمم المتحدة. حيث تقف الدببة مسالمة يداً في يد داعية إلى التسامح والتفاهم المتبادل بين الشعوب والثقافات المختلفة. وقد تم تشكيل كل دب بأسلوب مميز وخاص من قِبل فنان صمم دبه بأسلوب فريد ليعبر عن شخصية بلده، وتجتمع أساليب الفنانين المختلفة في الأشكال المتنوعة لمجموعة الدببة لتشكل بذلك عملاً فنياً متكاملاً يعطي بهجة رائعة للحياة.
ومنذ عام 2002، تجولت الدببة حول العالم، وفي كل مدينة زارتها (برلين، كيزيبول، هونغ كونغ، استانبول، طوكيو، سيول، سيدني، فيينا، القدس، القاهرة، وارسو، شتوتغارت، بيونيانغ، بوينس آيرس ومونتيفيديو، أستانا، هلسنكي، صوفيا، كوالالمبور، نيودلهي، سانت بطرسبرغ، باريس، ريو دي جانيرو، هافانا، سانتياغو، ريغا، أنتيغوا غواتيمالا، غواتيمالا (مدينة))، ولاقى معرض الدببة دعماً من العديد من المشاهير، مثل سفراء اليونيسيف والممثلين: سير بيتر استينوف، جاكي شان، وميافارو، ورئيس الجمهورية الفدرالية الألمانية هورست كولر، ورئيس وزراء اليابان جونتيشيرو كويزومي، ورئيس وزراء أستراليا جون هاوارد، وسيدة مصر الأولى سوزان مبارك. وخلال المعارض السابقة فقد أبدى أكثر من 15 مليون زائر إعجابهم بالدببة الأصدقاء ذات الألوان المبهجة.

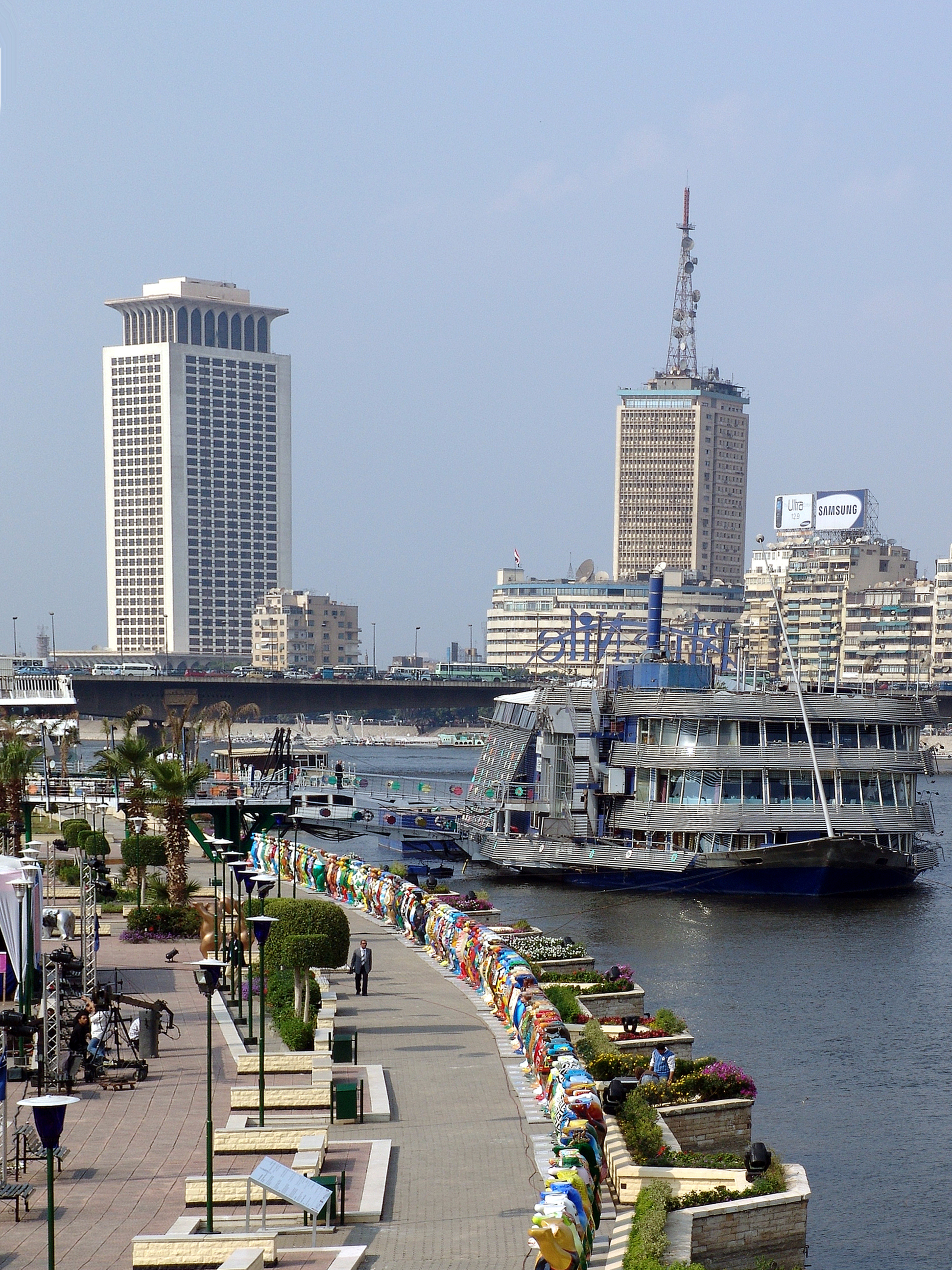
أبريل 2007، القاهرة

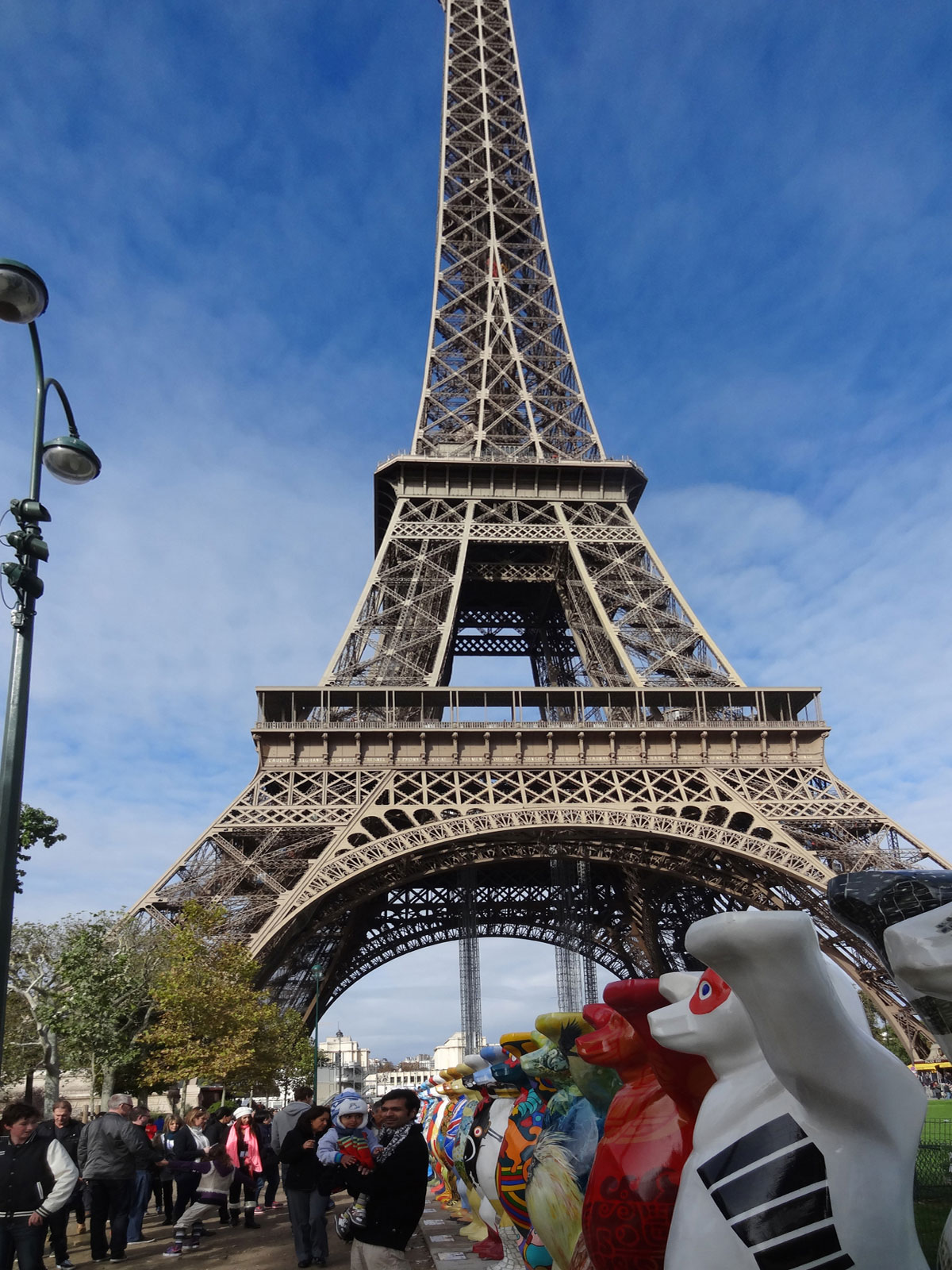
باريس2012

«تعد معارض الدببة الأصدقاء المتحدين فرصة لنشر رسالة التسامح والتفاهم بين شعوب العالم بطريقة واضحة ومؤثرة، بعيداً عن التعصب والنزعات الإقليمية والعرقية».
إن الفنانين الذين قاموا بتصميم الدب الذي يمثل بلد كل منهم، قد تم اختيارهم بالتعاون مع سفاراتهم في برلين وبالتنسيق مع الوزارات المختصة في بلدانهم. ساهم في التصميم أريك براور، ورينيه كادينا أيالا، وهيرناندو ليون، وإبراهيم هزيمة، وكارلوس بايز فيلارو، وسيو سو كيونغ، وهيلج ليبيرج وغيرهم.
في 11 أبريل 2007 في جزيرة الزمالك بالقاهرة وبرعاية زوجة الرئيس المصري سوزان مبارك، وهانز ديتريش غينشر وزير الخارجية الألماني السابق ومحافظ القاهرة عبد العظيم وزير، افتتح معرض هذا البرنامج الاتحادي خلال حفل مهرجاني حضره مئات المدعويين.

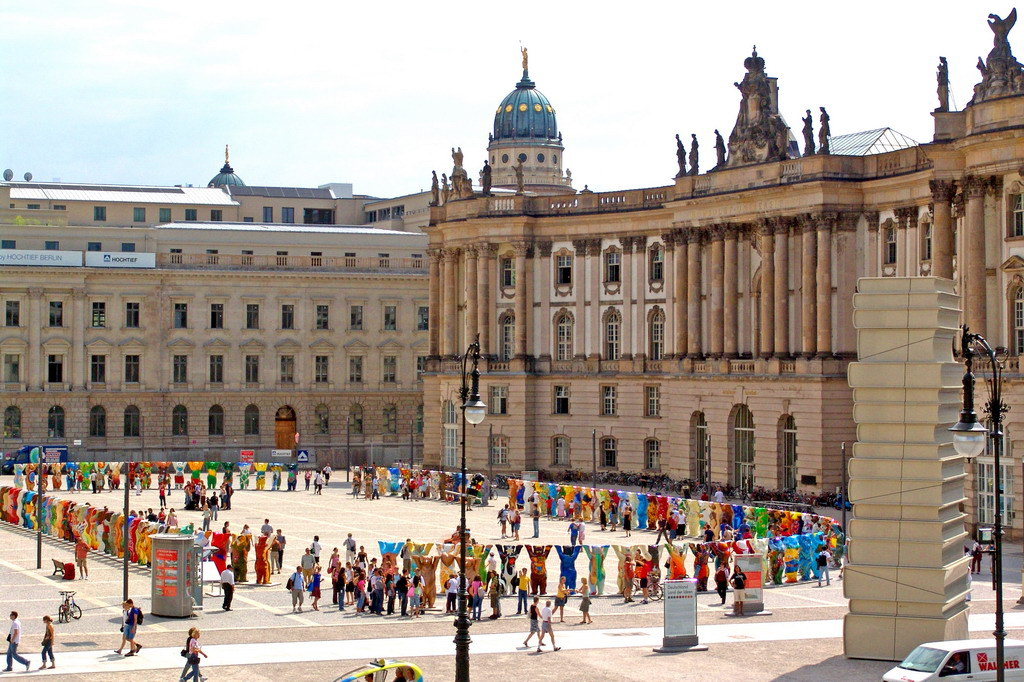
برلين 2006
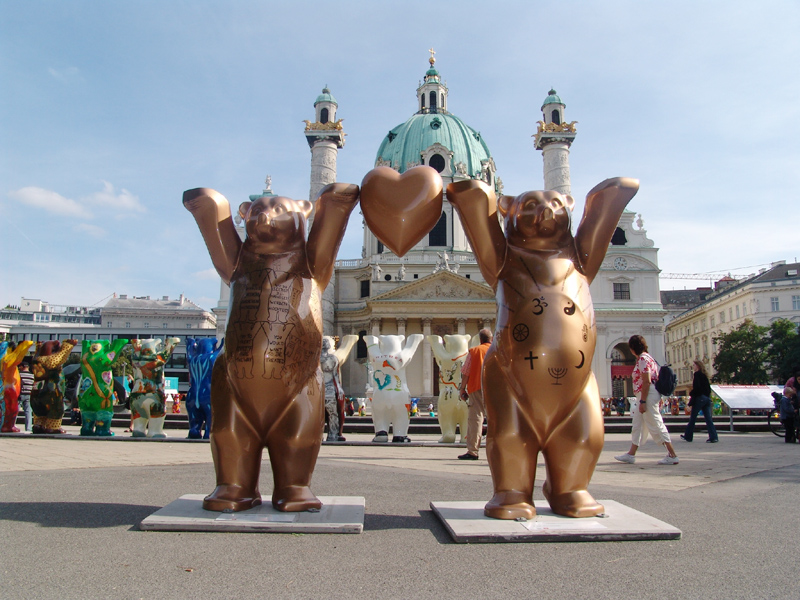
فيينا 2006
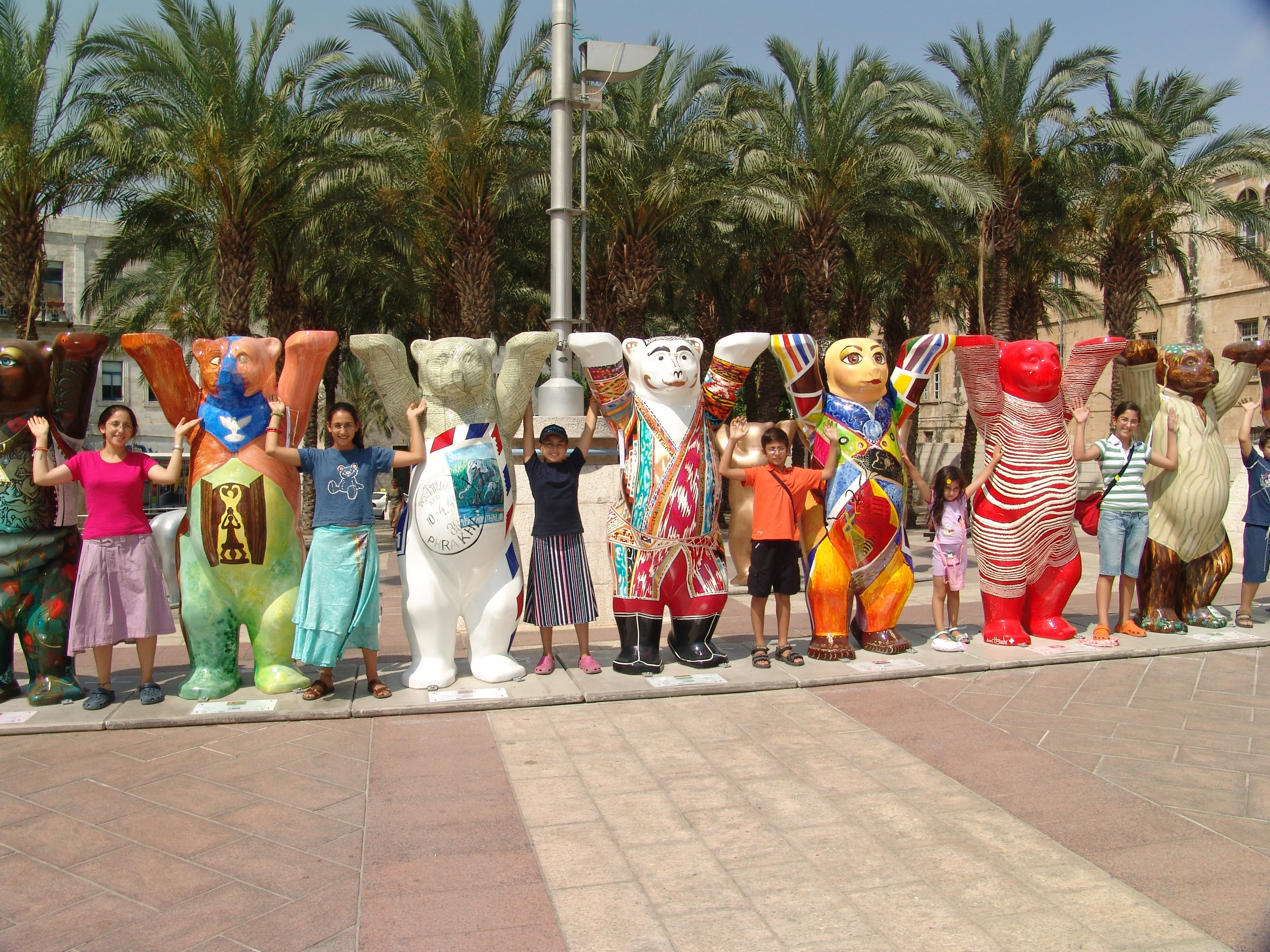
القدس 2007
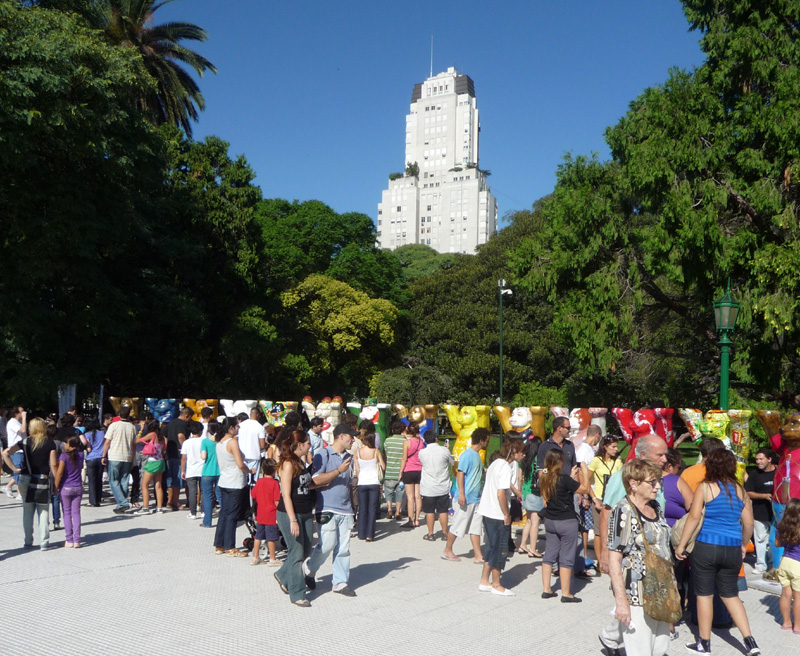
بوينس آيرس 2009
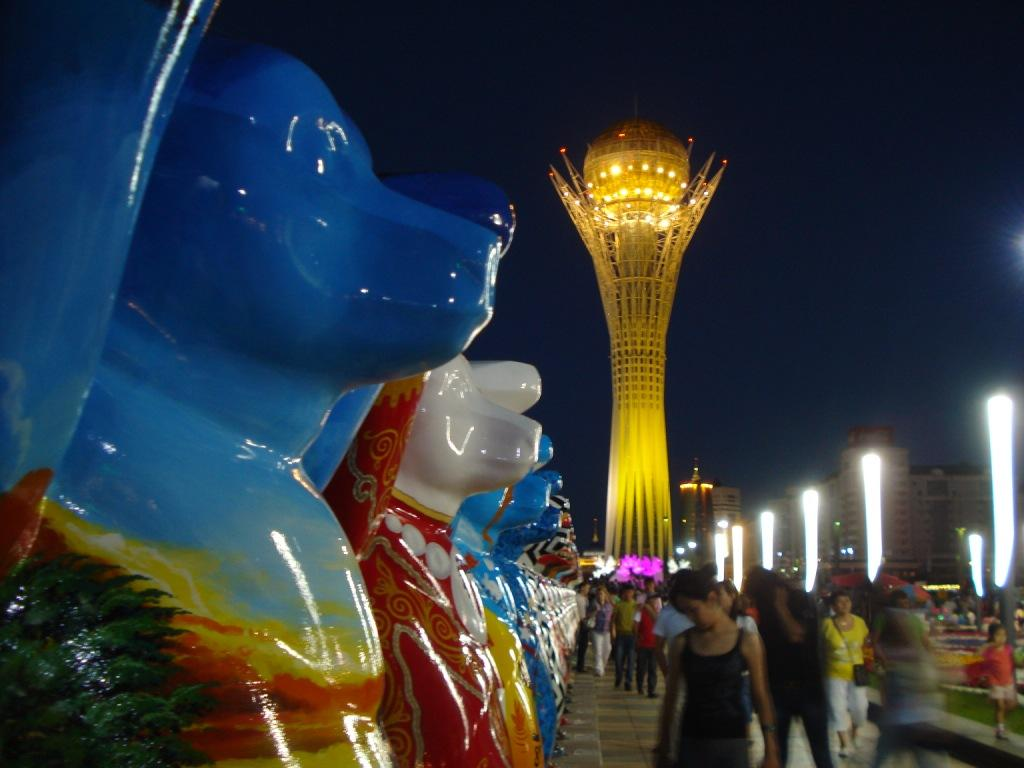
أستانا 2010
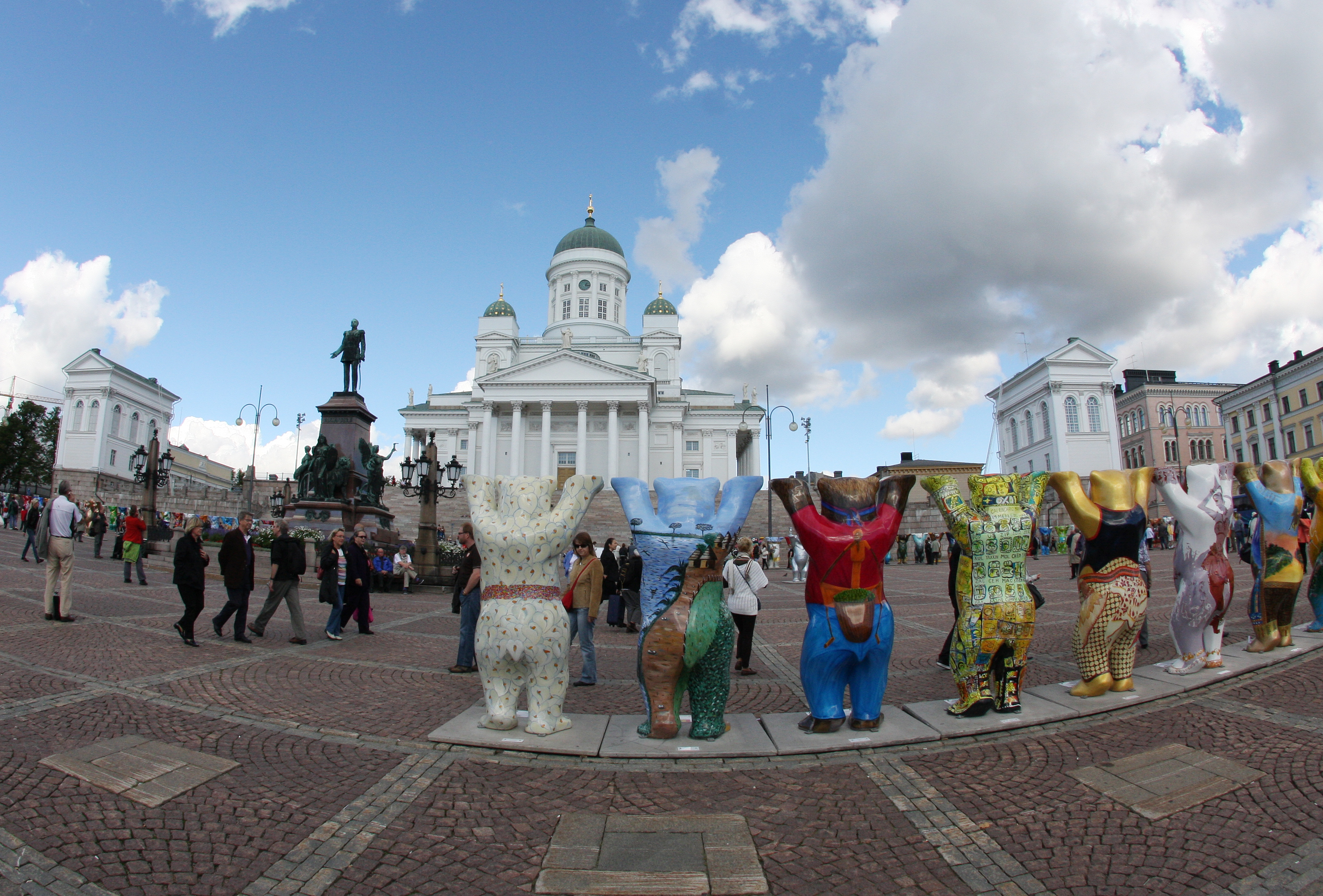
هلسنكي 2010
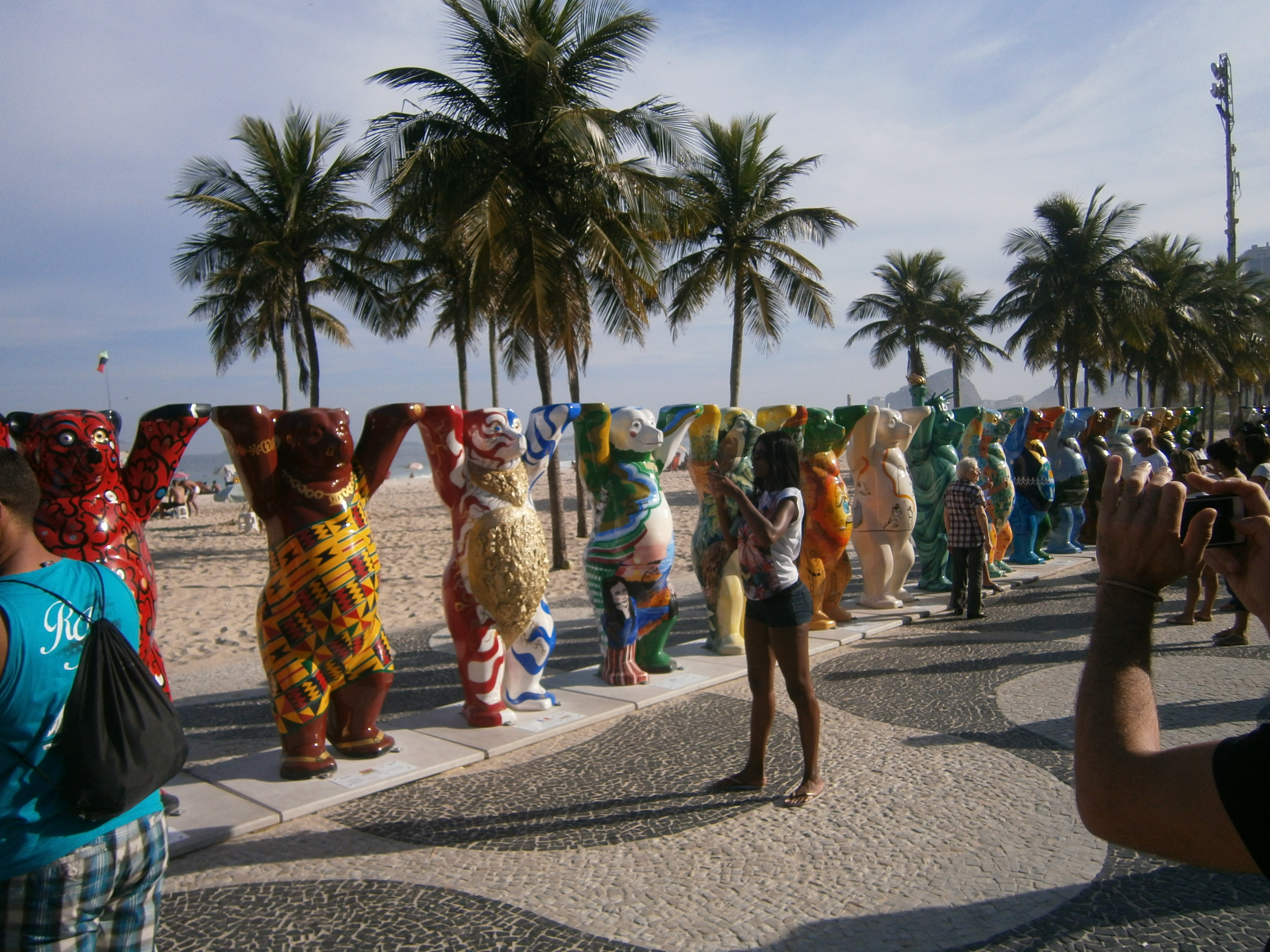
ريو دي جانيرو 2014
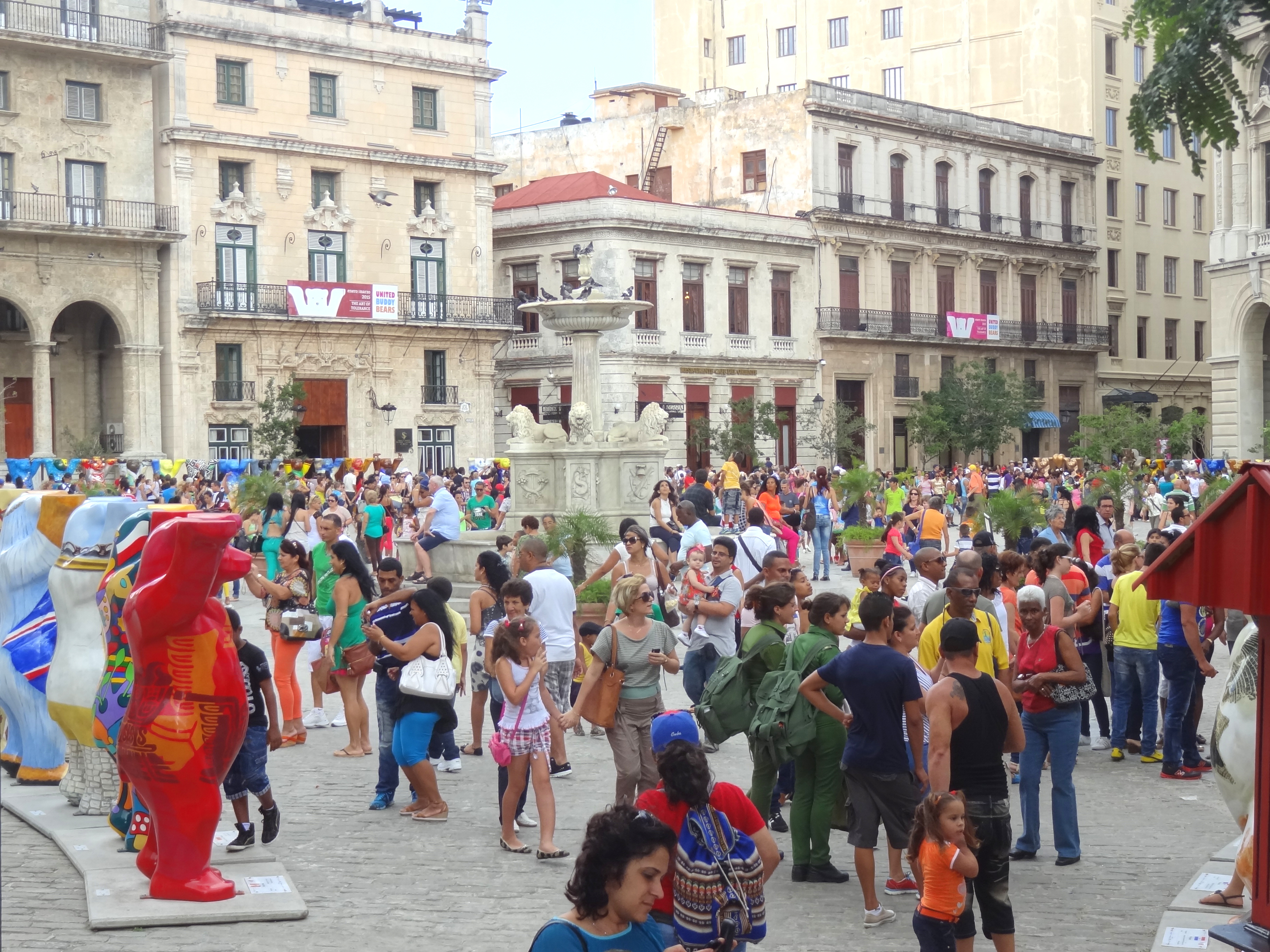
هافانا 2015
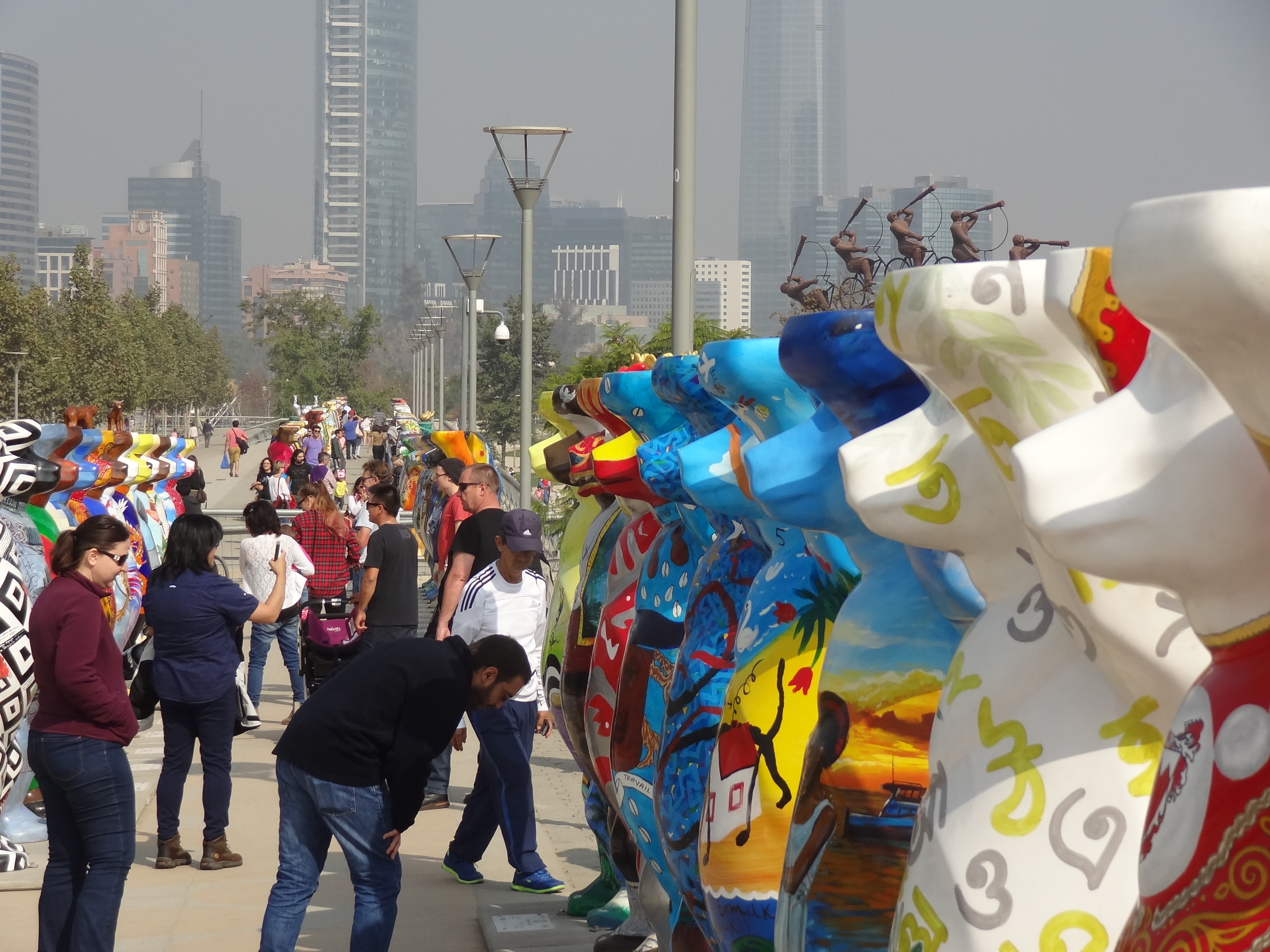
سانتياغو 2015
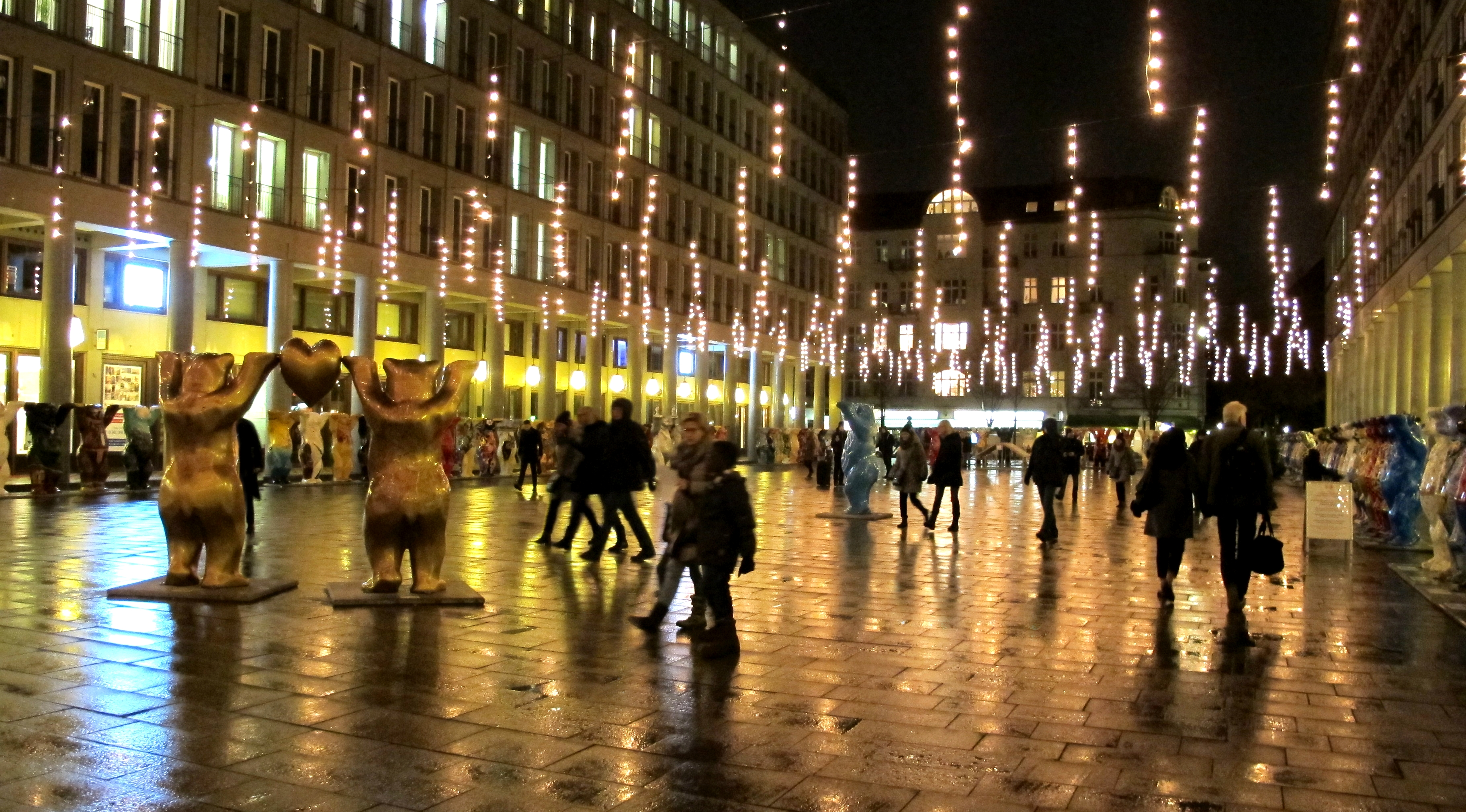
برلين 2017
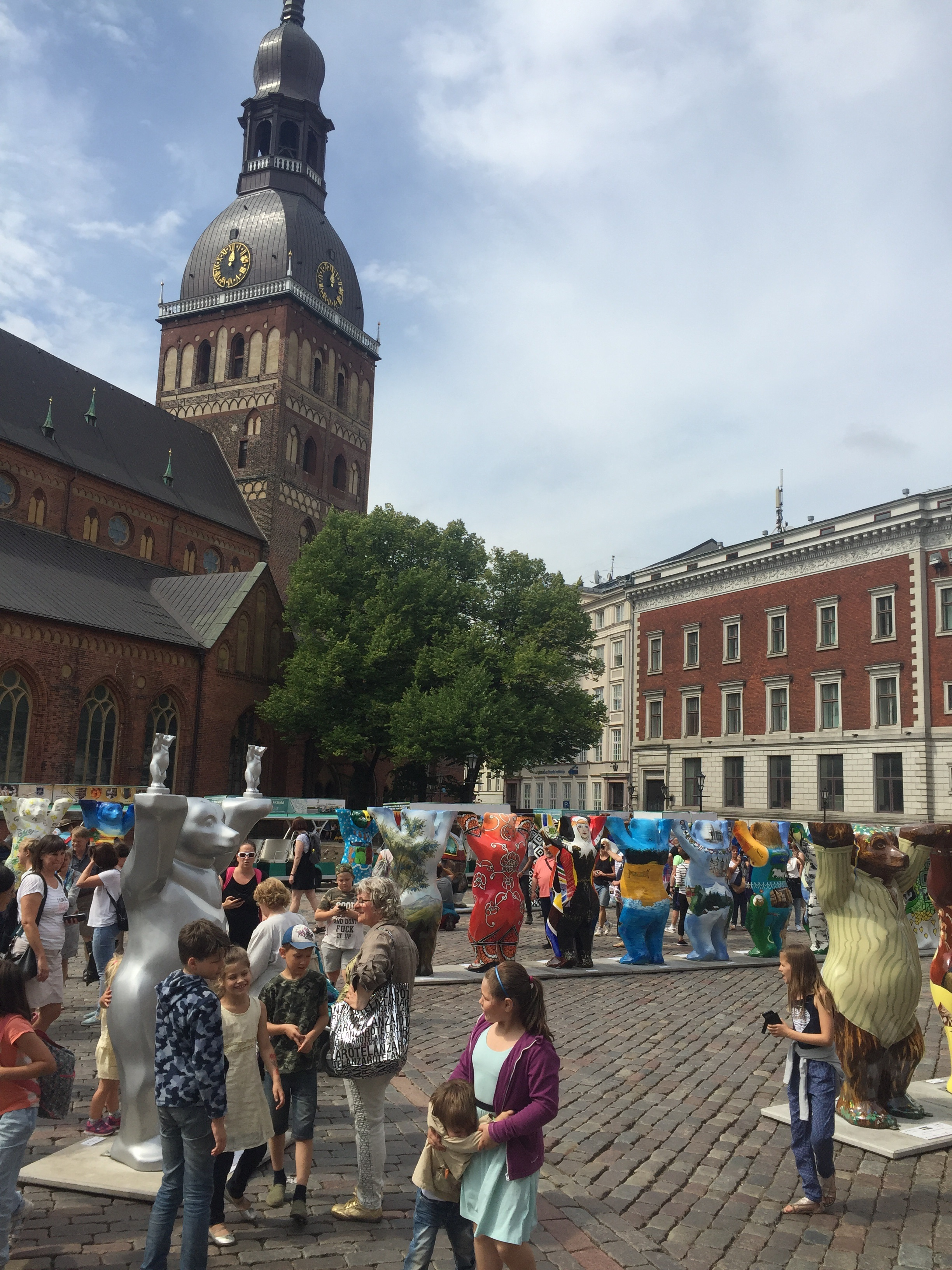
ريغا 2018
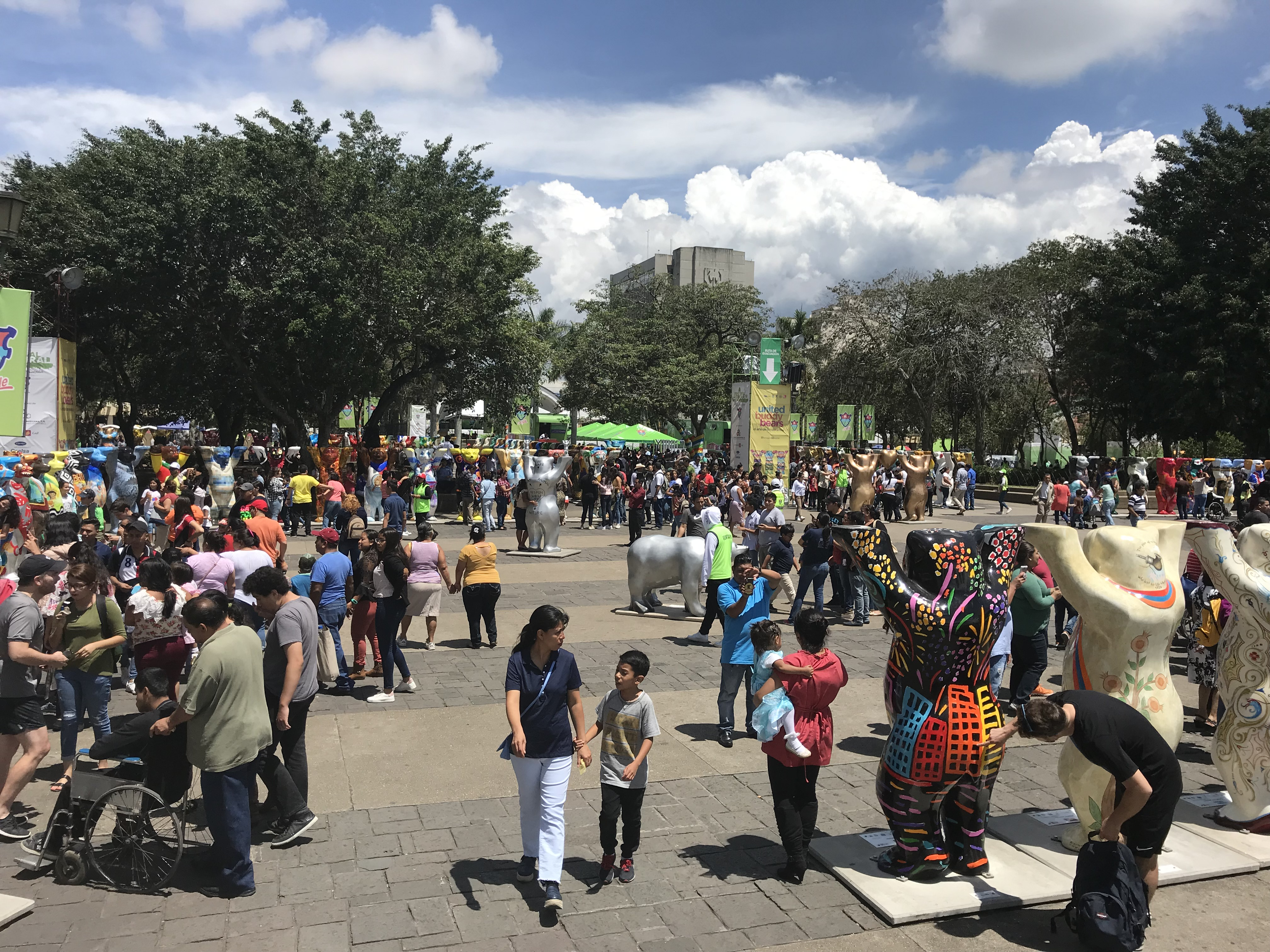
غواتيمالا (مدينة) 2019

## وصلات خارجية
- Official Website Worldtour
- Official Website Cairo